# Биверлодж
Биверлодж (англ. Beaverlodge) — город на севере провинции Альберта в Канаде. Город находится на Шоссе № 43 (англ. Highway 43).
Расположен в 43 км к западу от Гранд-Прери и в 48 км на восток от границы с провинцией Британская Колумбия. Рядом протекает одноименная река.

## Население
Население в 2016 году составляло 2 465 жителей, что на 4,2 % больше по сравнению с 2011-м годом.
Двумя официальными государственными языками одновременно владели 130 жителей, только английским — 2 330, а 10 чел. — ни одним из них.
Трудоспособное население составляло 1 270 чел. (69 % всего населения), уровень безработицы — 7,9 % (9,6 % среди мужчин и 4,7 % среди женщин). 85 % жителей были нанятыми работниками, а 13,8 % — самозанятыми.
Средний доход на 1 человека составлял $55 231, при этом для мужчин — $74 390, а для женщин — $35 475.
32,3 % жителей имели законченное школьное образование, неполное школьное образование — 24,7 %, 42,4 % имели послешкольное образование, из них 19,2 % имели диплом бакалавра или более высокое образование.

## Достопримечательности
В 2004 году в городском парке была открыта статуя Гигантского бобра, которую можно увидеть, проезжая по шоссе № 43.

## Персоналии
- Уокер, Джефф — кёрлингист и тренер по кёрлингу.
- Лайл, Хиллиард — игрок в лакросс, чемпион летних Олимпийских игр 1904.